# Манько, Владислав Иванович
Владислав Иванович Манько (р. 04.04.1933) — российский учёный, доктор физико-математических наук, профессор НИЯУ МИФИ. Руководитель проекта ALICE/PHOS на строящемся в ЦЕРН’е (Женева) Большом адронном коллайдере (LHC).

## Биография
Окончил Физфак МГУ (1955).
Работает в Курчатовском институте и преподаёт в НИЯУ МИФИ, профессор кафедры № 40 (читает курс лекций «Введение в физику кварк-глюонной плазмы»).
Область научных исследований: физика тяжёлых ионов, кварк-глюонная плазма.
Кандидатская диссертация (1964) — «Исследование реакции O¹⁸ (P, α) N¹⁵». 
Докторская диссертация (1973) — «Вопросы взаимодействия тяжелых ионов с атомными ядрами».
С 2003 г. руководитель проекта ALICE (A Large Ion Collider Experiment)/PHOS на строящемся в ЦЕРН’е (Женева) Большом адронном коллайдере (LHC).

## Некоторые публикации
- Ядро-ядерные столкновения при высоких энергиях : (Эксперимент) : Текст лекции / В. И. Манько; Моск. инж.-физ. ин-т. — М. : МИФИ, 1987. — 38,[2] с. : ил.; 20 см.
- Fourth International Conference on Squeezed States and Uncertainty Relations: Proceedings of a Conference held at the Shanxi University, Taiyuan, Shanxi, P.R. China, June 5-8, 1995 [NASA Conference Publication 3322]1996 by Han, D., Kunchi Peng, Y. S. Kim, V. I. Man’ko, eds
- Research in Quantum Field Theory (Horizons in World Physics)Dec 1, 1996 by Man’ko and M. A. Markov
- Theory of the Interaction of Multilevel: Systems with Quantized Fields (Proceedings of the Lebedev Physics Institute, Academy of Sci)Jan 1, 1996 by M. A. Markov and V. I. Man’ko